# Нюркине життя
«Нюркине життя» (рос. «Нюркина жизнь») — радянський художній фільм 1971 року, знятий кіностудією «Мосфільм».

## Сюжет
Фільм присвячений робітничому класу. На прикладі доль головних героїв, їх біографій і характерів він розкриває такі актуальні проблеми, як ставлення робітничої людини до праці, відповідність його нахилів обраній професії. Одержимість героїв і повна їх віддача улюбленій справі — стрижень драматургії сценарію. І для Нюрки і для Михайла Антоновича завод — рідний дім, з яким пов'язане все їх життя.

## У ролях
- Тамара Дегтярьова — Нюра
- Олег Єфремов — Михайло Антонович Логінов, бригадир доменщиків
- Євген Карельських — Степан
- Всеволод Санаєв — Борис Гаврилович, сусід Нюри по квартирі
- Ніна Сазонова — Віра Олександрівна, мати Михайла Антоновича
- Ніна Агапова — мати Юри Терехова
- Валентина Березуцька — працівниця трамвайного депо
- Катерина Васильєва — Клава, робітниця-токар
- Раїса Куркіна — Катерина, дружина Михайла Антоновича
- Тамара Муріна — Ліза
- Тамара Совчі — Саша, подруга Нюри
- Юрій Кірєєв — таксист
- Валентин Кулик — кореспондент
- Леонід Монастирський — Іван, робітник-доменщик
- Олександр Смирнов — начальник цеху
- Олександр Январьов — Женька, сусід Нюри по квартирі
- Лідія Корольова — медсестра в довідковому вікні

## Знімальна група
- Режисер — Анатолій Бобровський
- Сценарист — Микола Євдокимов
- Оператор — Володимир Чухнов
- Композитор — Борис Чайковський
- Художник — Василь Голіков